# W. F. Carl Schmeidler
W. F. Carl Schmeidler (eigentlich Wilhelm Friedrich Carl Schmeidler; * 3. Dezember 1821 in Breslau, Provinz Schlesien, Königreich Preußen; † 18. Mai 1883 in Berlin) war ein königlich-preußischer Eisenbahnsekretär und Historiker.

## Leben und Wirken
Er war ein Sohn des Breslauer Malers Carl Gottlob Schmeidler und dessen Frau Henriette, geborene Müller. 
1856 lebte er in Breslau und schickte einen Brief an den Verlag Cotta in Stuttgart.
Anfang 1871 veröffentlichte W. F. Carl Schmeidler den ersten Band über die europäischen Auswirkungen des Deutsch-Französischen Krieges, der noch gar nicht beendet war.
1872 promovierte er in Jena oder Breslau.
Seit etwa 1877 lebte W. F. Carl Schmeidler in Berlin.
Wilhelm Friedrich Carl Schmeidler war mit Ottilie Henriette, geborene Methner aus Schmograu, Tochter eines Gutsbesitzers, verheiratet. Sie hatten mehrere Kinder, darunter
- Carl Friedrich Schmeidler (1859–1935), Komponist und Gesangslehrer
- Carl Fritz Schmeidler (* 1861), Magistratssekretär in Berlin

## Werke (Auswahl)
W. F. Carl Schmeidler veröffentlichte Werke zu verschiedenen Themen der jüngeren Zeitgeschichte sowie zum Eisenbahnwesen.
Ein Buch wurde in das Ungarische übersetzt.
- Europa und der deutsch-französische Krieg 1870 und 1871, Band 1 und 2, Grunow, Leipzig 1871, Band 3 1872, Nachdruck Hansebooks GmbH, Norderstedt, 2017

- Geschichte des deutschen Eisenbahnwesens, Band 1, F. W. Grunow, Leipzig, 1871, mit Louis Perl, Band 2 1877, Neudruck um 2015
- Die Hofschule und die Hof-Akademie Karls des Großen, Inaugural-Dissertation, Korn, Breslau 1872
- Wirren, 1873
- Theorie und Praxis des Eisenbahnwesens. Ein Leitfaden (...) , 1875
- Geschichte des osmanischen Reiches im letzten Jahrzehnt, Otto Wigand, Leipzig 1875, Neudruck
- Geschichte des Königreichs Griechenland. Nebst einem Rückblick auf die Vorgeschichte, C. Winter, Heidelberg, 1877, übersetzt in das Ungarische
- Das Russische Reich unter Kaiser Alexander II., T. Grieben, Berlin 1878